# Eumenes verticalis
Eumenes verticalis (лат.) — вид одиночных ос из семейства Vespidae.

## Распространение
Встречаются в Северной Америке: Канада, США, Мексика.

## Описание
Длина переднего крыла самок 8,0—9,5 мм, а у самцов — 7,0—8,5 мм. Окраска тела в основном чёрная с жёлтыми отметинами. Гнёзда имеют полусферическую форму и прикрепляются к камням и скалам. Средние бёдра с жёлтой вершиной, эта жёлтая область резко отграничена от остальной чёрной части бёдер. У самок проподеум обычно с вентролатеральным палевым пятном, редко полностью чёрный.